# Crocifisso di Londra del Maestro di San Francesco
Il Crocifisso di Londra è una croce sagomata dipinta a tempera e oro su tavola (92,1x71 cm) attribuita al Maestro di San Francesco, databile al 1272-1285 circa e conservata nella National Gallery di Londra.

## Storia
L'opera è una delle poche attribuite al Maestro di San Francesco, pittore umbro formatosi alla bottega di Giunta Pisano e attivo nel cantiere della basilica di San Francesco ad Assisi, nella quale, in particolare nella navata della basilica inferiore, resta un suo ciclo di affreschi frammentario.
Il crocifisso sagomatoe  dipinto è un tipo di rappresentazione particolarmente frequente in Umbria nel Duecento, legata alla diffusione del francescanesimo, promotore di tali immagini in cui il devoto potesse riflettere sulle sofferenze umane di Cristo, e legata probabilmente anche a fattori pratici, come la scarsità di laboratori d'oreficeria nella regione, che rendevano i manufatti di pittura particolarmente richiesti.

## Descrizione e stile
Il Cristo, di tipo patiens, è appeso alla croce con quattro chiodi (due e non uno ai piedi, secondo il tipo pre-giottesco), ed è la testa barbuta reclinata, coi capelli ricadenti in qualche ciocca sulla spalla sinistra. Rispetto al Crocifisso di Perugia, datato 1272, mostra un analogo addolcimento dei tratti, con una massa "fitta a spumosa della barba, l'acconciatura "gonfia" e la cannula del naso particolarmente sottile, su ispirazione di Coppo di Marcovaldo.
In queste croci di dimensioni medie, come il Crocifisso del Louvre permaneva un gusto più arcaico nella forma della croce, con riquadri alle estremità sul tipo della croce potenziata, e fu probabilmente il committente stesso a richiedere le rappresentazioni nei tabelloni laterali delle Pie donne e di san Giovanni con un compagno apostolo: si tratta di rappresentazioni particolarmente espressive, soprattutto nel gruppo a sinistra che vede il drammatico svenimento di Maria, derivate dalle più avanzate conquiste dell'arte bizantina coeva, il cosiddetto neoellenismo.
Tale presenza di figure rendeva difficile inarcare il corpo di Cristo, secondo l'iconografia che si era imposta da Crocifisso di Frate Elia di Giunta in poi, ma l'artista ovviò al problema arretrando le gambe e arcuandole più che mai, fino a spostare i piedi all'estremità del soppedaneo, e sfruttando ogni singolo centimetro disponibile accanto al corpo concavo di Maria. Per queste ragioni, oltre che per la tavolozza arricchita di colori chiari (che dovettero influenzare anche Duccio di Buoninsegna, la croce è riferita a un periodo successivo a quella di Perugia.
Raffinato è il perizoma, coperto di lumeggiature dorate (un motivo databile dopo la fine degli anni sessanta del Duecento), che evidenziano lo scorrere della stoffa sulle rotondità delle gambe.